# Victor Kossakovsky

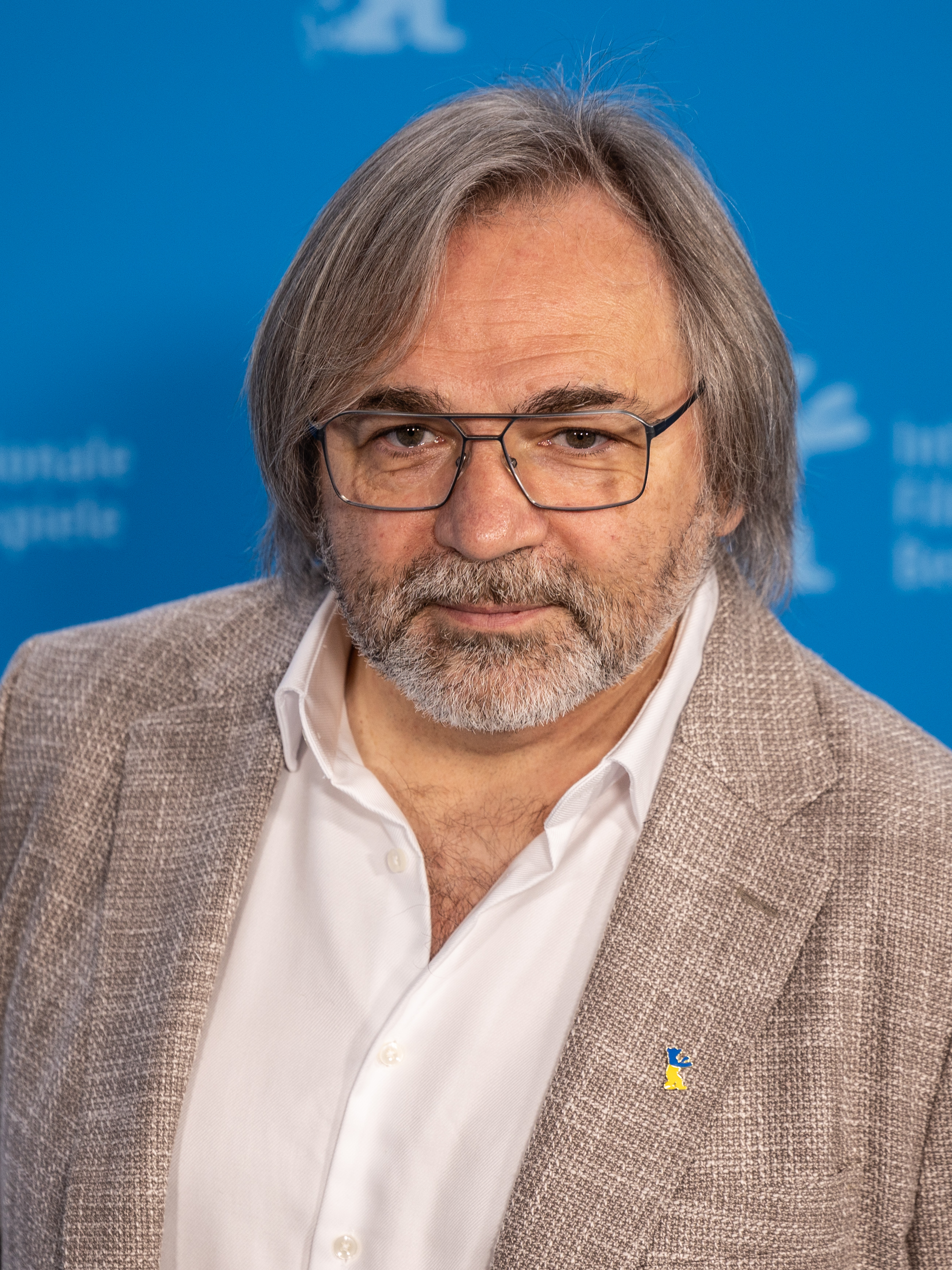
Victor Kossakovsky (2024)

Victor Kossakovsky (russisch Виктор Александрович Косаковский Victor Kossakovsky, * 19. Juli 1961 in Leningrad) ist ein russischer Dokumentarfilmer. Seine Filme wurden mehrfach international mit Filmpreisen ausgezeichnet und erhielten zahlreiche weitere Nominierungen.

## Leben
Viktor Kossakowski erhielt als siebenjähriges Kind eine Kamera, seit dieser Zeit fotografiert er. Als Jugendlicher begann er mit dem Filmen vor allem von Tieren in den Wäldern seiner engeren Heimat. Als Jugendlicher noch unentschieden, ob er Ranger werden oder Filme machen sollte, wählte er den Film. Er begann eine Ausbildung am Institut für Filmtechnik Leningrad, einer Filmschule, die besonderen Wert auf die technischen Disziplinen legte, und brach sein Studium nach zwei Monaten enttäuscht ab.
Seine Karriere als Dokumentarfilmer begann er 1978 als Hilfskraft am Leningrader Dokumentarfilm-Studio (Lendok), wo er in fast allen Bereichen der Filmproduktion eingesetzt wurde, auch als Assistent des Regisseurs, des Editors und des Kameramanns. Nach einem Filmstudium an der Russischen Filmschule in Moskau (Высшие курсы сценаристов и режиссёров, Höhere Kurse für Drehbuchautoren und Regisseure) (ВКСР) machte er 1988 seinen Abschluss. Kossakovsky schreibt die Drehbücher seiner Filme meistens selbst, ist oft auch Kameramann und Editor.
Kossakovsky ist Mitglied der Academy of Motion Picture Arts and Sciences und der Europäischen Filmakademie. Seit den frühen 2000er Jahren wohnt er in Berlin.

## Werk
Noch als Student drehte er den Film Lossew (56') über den  russischen  Philosophen Alexei Lossew. Dieser war damals 95 Jahre alt, blind und starb wenige Monate später. Lossew, der grundsätzlich weder Journalisten und Fotografen zu Interviews empfing, gab jedoch dem Studenten auf eine briefliche Anfrage hin eine Zusage. Kossakovsky schoss während des Filminterviews eine Reihe von Porträtfotos, die einzigen, wie er sagt, die von dem Philosophen existieren.
Mit seinem Film Die Belows (1992), dem Porträt einer russischen Witwe, die mit ihrem trunksüchtigen Bruder irgendwo auf dem Land ein karges Leben führt, gelang Kossakovsky der internationale Durchbruch. Der Film gewann u. a. zwei Preise auf dem International Documentary Film Festival Amsterdam (IDFA).
1998 besuchte er seinen alten Lehrer von der Filmschule, Pavel Kogan (1931–1998), der ihm während des Studiums geraten hatte, Dokumentarfilmer zu werden und der jetzt in Jerusalem lebte. Er drehte dort den Kurzfilm Pavel & Lyalya über den Alltag einer Frau mit ihrem sterbenskranken Mann.
Mittwoch 19.7.1961 (1997) ist ein Dokumentarfilm über die Menschen, die an diesem Datum, wie Kossakovsky selbst, in St. Petersburg geboren wurden. Der Film wurde mit mehreren internationalen Filmpreisen ausgezeichnet.
2003 drehte er den Film Russia from my window (Tische!). Kossakovsky filmte mit einer Videokamera vom Fenster seiner St. Petersburger Wohnung, was sich während eines Jahres vor seiner Wohnung ereignete. Es war das Jahr der Vorbereitungen zur 300-Jahr-Feier der Stadt mit endlos sich wiederholenden Reparaturarbeiten. Kossakovsky filmte von immer demselben Kamerastandpunkt mit wechselnden Linsen das Geschehen auf dem Platz, zu unterschiedlichen Tages- und Jahreszeiten, mal ganz realistisch, auch surrealistisch oder abstrakt. Der Film wurde in Amsterdam als bester Dokumentarfilm ausgezeichnet und erhielt im Anschluss Einladungen auf 35 weitere Festivals.
¡Vivan las Antipodas! von 2012 war sein sechster Langfilm und der erste Film, der mit einem üppigen Budget ausgestattet war.
In seinem jüngster Film Architecton, der seine Premiere während der Berlinale 2024 hatte, geht es um das Bauen der Menschen, den verschwenderischen Umgang mit Steinen und Beton, um Bauten, Ruinen und Schuttfelder, von Baalbek bis zur Gegenwart.

## Filmografie (Auswahl)
- 1989: Lossew, Kurzfilm in Schwarzweiß
- 1992: Die Belows, (Беловы), Kurzfilm in Schwarzweiß
- 1998: Pawel & Ljalja, (Павел и Ляля), Kurzfilm in Schwarzweiß
- 1997: Mittwoch, 19.7.1961 (Среда)
- 2002: Pssst! (Тише! )
- 2003: Russia from My Window (Россия из моего окна )
- 2012: ¡Vivan las Antipodas!
- 2013: Demonstration
- 2018: Aquarela
- 2019: Gunda; Schwarzweißfilm
- 2024: Architecton